# Blaubart
Blaubart è un film per la televisione del 1984 diretto da Krzysztof Zanussi.